# Denominazione di origine protetta
(Articolo 2, paragrafo 1, lettera a), del regolamento UE n. 510/2006)

Il marchio DOP (versione attuale)

Il marchio DOP (versione obsoleta)

La denominazione di origine protetta, meglio nota con l'acronimo "DOP", è un marchio di tutela giuridica della denominazione che viene attribuito dall'Unione europea agli alimenti le cui peculiari caratteristiche qualitative dipendono essenzialmente o esclusivamente dal territorio in cui sono stati prodotti.
L'ambiente geografico comprende sia fattori naturali (clima, caratteristiche ambientali), sia fattori umani che comprendono tecniche agricole sviluppate nel tempo che, combinati insieme, consentono di ottenere un prodotto inimitabile al di fuori di una determinata zona produttiva.
Affinché un prodotto sia DOP, le fasi di produzione, trasformazione ed elaborazione devono avvenire in un'area geografica delimitata. Chi fa prodotti DOP deve attenersi alle rigide regole produttive stabilite nel disciplinare di produzione. Il rispetto di tali regole è garantito da un organismo di controllo indipendente.
Per distinguere, anche visivamente, i prodotti DOP da quelli IGP, i colori del relativo marchio sono stati cambiati da giallo-blu a giallo-rosso.

## Procedura per il riconoscimento della DOP
Ai sensi dell'art. 4, par. 1, del regolamento (CE) n. 510/2006, «per beneficiare di una denominazione d'origine protetta, un prodotto agricolo o alimentare deve essere conforme ad un disciplinare».
Ai sensi dell'art. 5, «la domanda di registrazione può essere presentata esclusivamente da un'associazione».
Il secondo periodo dell'art. 5 fornisce la definizione di «associazione», stabilendo che «Ai fini del presente regolamento si intende per «associazione» qualsiasi organizzazione, a prescindere dalla sua forma giuridica o dalla sua composizione, di produttori o di trasformatori che trattano il medesimo prodotto agricolo o il medesimo prodotto alimentare. Altre parti interessate possono far parte dell'associazione. Una persona fisica o giuridica può essere equiparata ad una associazione conformemente alle norme particolareggiate di cui all'articolo 16, lettera c) [del regolamento (CE) n. 510/2006]».
L'associazione può presentare la domanda di registrazione solo per i prodotti agricoli o alimentari che essa stessa produce od elabora. La domanda di registrazione della DOP è inviata allo Stato membro sul cui territorio è situata la zona geografica.
La domanda di registrazione comprende il nome e l'indirizzo dell'associazione richiedente, il disciplinare previsto dall'art. 4, il «documento unico» recante gli elementi principali del disciplinare e la descrizione del legame del prodotto con l'ambiente geografico o con l'origine geografica.
Lo Stato membro esamina la domanda di registrazione per stabilire se sia giustificata e soddisfi le condizioni previste dal regolamento. Qualora si ritenga che i requisiti del regolamento siano soddisfatti, lo Stato adotta una decisione favorevole e trasmette alla Commissione europea la documentazione per la decisione definitiva.
Dalla data di presentazione della domanda alla Commissione europea, lo Stato membro può accordare alla denominazione, in via transitoria, una protezione. Tale protezione cesserà successivamente a decorrere dalla data di adozione della decisione sulla registrazione.

### Registrazione di una zona geografica situata in un Paese terzo
La riforma della normativa delle DOP e IGP, attuata col regolamento (CE) n. 510/2006, che ha abrogato il regime precedente normato dal regolamento (CEE) n. 2081/1992, prevede il riconoscimento di DOP e IGP di Paesi terzi (cioè nazioni extra UE).
Tale riconoscimento è stato introdotto per eliminare le incompatibilità della disciplina europea col sistema OMC e, specificamente, con gli Accordi TRIPs e GATT.
Ai sensi del par. 9 del regolamento (CE) n. 510/2006, la domanda di registrazione che riguarda una zona geografica situata in un Paese terzo è composta dagli elementi previsti per la registrazioni di una zona geografica situata in UE (i quali sono disciplinati al par. 3, dell'art. 5), nonché dagli elementi che comprovano che la denominazione è protetta nel suo paese di origine. Tale domanda di registrazione è trasmessa alla Commissione europea direttamente oppure per il tramite delle autorità del Paese terzo interessato.

## Controlli ufficiali e verifica del rispetto del disciplinare
Ai sensi dell'art. 10 del regolamento (CE) n. 510/2006, «gli Stati membri designano l'autorità o le autorità competenti incaricate dei controlli in relazione agli obblighi stabiliti dal presente regolamento a norma del regolamento (CE) n. 882/2004 [regolamento relativo ai controlli ufficiali intesi a verificare la conformità alla normativa in materia di mangimi e di alimenti e alle norme sulla salute e sul benessere degli animali]».
In Italia la disciplina è prevista dal decreto delegato n. 297/2004, il quale reca le «disposizioni sanzionatorie in applicazione del regolamento (CEE) n. 2081/92 [ma il decreto deve ritenersi applicabile anche al regolamento (CE) n. 510/2006], relativo alla protezione delle indicazioni geografiche e delle denominazioni di origine dei prodotti agricoli e alimentari».
Il decreto, richiamando l'art. 53 della legge n. 128/1998, individua nel «Ministero delle politiche agricole, alimentari e forestali l'autorità nazionale preposta al coordinamento dell'attività di controllo» ed esso è responsabile della vigilanza della stessa. Il richiamato art. 53 prosegue statuendo che «l'attività di controllo [...] è svolta da autorità di controllo pubbliche designate e da organismi privati autorizzati con decreto del Ministero delle politiche agricole, alimentari e forestali, sentite le Regioni».
Sono previste delle sanzioni nei casi di mancato rispetto del disciplinare di produzione, di mancato adempimento degli obblighi delle strutture di controllo, di richiami alle DOP e alle IGP nella denominazione di tali strutture di controllo e di inadempienze agli obblighi posti in capo ai consorzi di tutela.
Le autorità di cui all'art. 11, paragrafi 1 e 2 del regolamento n. 510/2006, che abbiano deciso di verificare il rispetto del disciplinare devono offrire adeguate garanzie di obiettività ed imparzialità e disporre di personale qualificato e delle risorse necessarie allo svolgimento delle loro funzioni.

## Fattispecie equiparate alle DOP e le denominazioni d'origine dei vini
Ai sensi dell'art. 2, par. 2, del regolamento (CE) n. 510/2006, «sono altresì considerate come denominazioni d'origine [...] le denominazioni tradizionali, geografiche o meno, che designano un prodotto agricolo o alimentare [che soddisfi i requisiti di qualità previsti per le DOP al par. 1, lettera a)]».
Il par. 3, stesso articolo, statuisce: «In deroga al paragrafo 1, lettera a), sono equiparate a denominazioni d'origine talune designazioni geografiche qualora le materie prime dei prodotti da esse designati provengano da una zona geografica più ampia della zona di trasformazione, o diversa da essa, purché [...] la zona di produzione delle materie prime sia delimitata e sussistano condizioni particolari per la produzione delle materie prime».
Le denominazioni d'origine protetta dei vini hanno trovato cittadinanza nella normativa europea a partire dal regolamento (CE) n. 1234/2007 sull'Organizzazione Comune di Mercato (cosiddetta O.C.M.) unica dei vini, modificato dal regolamento (CE) n. 491/2009.
Il regolamento (CE) n. 491/2009 definisce le DOP del vino come «il nome di una regione, di un luogo determinato o, in casi eccezionali, di un paese, che serve a designare un prodotto [viticolo] la [cui] qualità e le [cui] caratteristiche [siano] dovute essenzialmente o esclusivamente ad un particolare ambiente geografico ed ai suoi fattori naturali e umani, le [cui] uve [...] [provengano] esclusivamente da tale zona geografica e la [cui] produzione [avvenga] in detta zona geografica e [sia] ottenuto da varietà di viti appartenenti alla specie Vitis vinifera».
Tale disciplina sui vini ha sostituito quella precedente (che prevedeva una protezione nazionale dei vini e, a seguire, un riconoscimento comunitario come VQPRD o VSQPRD). Oggi è previsto il riconoscimento come DOP o IGP e le menzioni DOC, DOCG e IGT sono ancora applicabili ai sensi del decreto delegato n. 61/2010, ma solo come menzioni specifiche tradizionali.

## Denominazione del marchio negli stati membri dell'Unione europea
(ai sensi del Regolamento di esecuzione (UE) n. 668/2014 della Commissione, del 13 giugno 2014, recante modalità di applicazione del regolamento (UE) n. 1151/2012 del Parlamento europeo e del Consiglio sui regimi di qualità dei prodotti agricoli e alimentari)
| Stato       | Sigla | Definizione                         |
| ----------- | ----- | ----------------------------------- |
| Austria     | g.U.  | geschützte Ursprungsbezeichnung     |
| Belgio      | AOP   | Appellation d'Origine Protégée      |
| Belgio      | BOB   | Beschermde Oorsprongsbenaming       |
| Bulgaria    | ЗНП   | Защитено наименование за произход   |
| Danimarca   | BOB   | Beskyttet oprindelsesbetegnelse     |
| Estonia     | KPN   | Kaitstud päritolunimetus            |
| Finlandia   | SAN   | Suojattu alkuperänimitys            |
| Francia     | AOP   | Appellation d'origine protégée      |
| Germania    | g.U.  | geschützte Ursprungsbezeichnung     |
| Grecia      | ΠΟΠ   | Προστατευομενη Ονομασια Προελευσης  |
| Irlanda     | PDO   | Protected Designation of Origin     |
| Italia      | DOP   | Denominazione di origine protetta   |
| Lettonia    | ACVN  | Aizsargāts cilmes vietas nosaukums  |
| Lituania    | SKVN  | Saugoma kilmės vietos nuoroda       |
| Lussemburgo | AOP   | Appellation d'Origine Protégée      |
| Malta       | DOP   | Denominazzjoni ta’ oriġini protetta |
| Paesi Bassi | BOB   | Beschermde Oorsprongsbenaming       |
| Portogallo  | DOP   | Denominação de origem protegida     |
| Polonia     | CNP   | Chroniona Nazwa Pochodzenia         |
| Rep. Ceca   | CHOP  | Chráněné označení původu            |
| Romania     | DOP   | Denumirea de Origine Protejată      |
| Spagna      | DOP   | Denominación de origen protegida    |
| Slovacchia  | CHOP  | Chránené označenie pôvodu           |
| Slovenia    | ZOP   | Zaščitena označba porekla           |
| Svezia      | SUB   | Skyddad ursprungsbeteckning         |
| Ungheria    | OEM   | Oltalom alatt álló eredetmegjelölés |

## Settori
I prodotti DOP e IGP vengono suddivisi nei seguenti settori:
- vini
- birre[12]
- aceti (diversi dagli aceti di vino)
- altri prodotti (spezie ecc.)
- altri prodotti di origine animale (uova, miele, prodotti lattiero-caseari, ad eccezione del burro, ecc.)
- carni
- formaggi
- salumi
- oli di oliva
- oli essenziali
- ortofrutticoli, cereali e frutta
- pesci, molluschi, crostacei freschi

## Elenco DOP
| Nome                            | Prodotto  | Nazione | Regione             | Classificazione specifica                        | Tipologia                   |
| ------------------------------- | --------- | ------- | ------------------- | ------------------------------------------------ | --------------------------- |
| Castelmagno                     | Formaggio | Italia  | Piemonte            | n\a                                              |                             |
| Barolo                          | Vino      | Italia  | Piemonte            | DOCG                                             |                             |
| Valle d'Aosta                   | Vino      | Italia  | Valle d'Aosta       | DOC                                              |                             |
| Abruzzo                         | vino      | Italia  | abruzzo             | Denominazione di Origine Controllata             | bianco                      |
| Abruzzo                         | vino      | Italia  | abruzzo             | Denominazione di Origine Controllata             | rosso                       |
| Abruzzo                         | vino      | Italia  | abruzzo             | Denominazione di Origine Controllata             | passito bianco              |
| Abruzzo                         | vino      | Italia  | abruzzo             | Denominazione di Origine Controllata             | passito rosso               |
| Abruzzo                         | vino      | Italia  | abruzzo             | Denominazione di Origine Controllata             | spumante bianco             |
| Abruzzo                         | vino      | Italia  | abruzzo             | Denominazione di Origine Controllata             | spumante rosé               |
| Abruzzo                         | vino      | Italia  | abruzzo             | Denominazione di Origine Controllata             | cococciola                  |
| Abruzzo                         | vino      | Italia  | abruzzo             | Denominazione di Origine Controllata             | cococciola superiore        |
| Abruzzo                         | vino      | Italia  | abruzzo             | Denominazione di Origine Controllata             | malvasia                    |
| Abruzzo                         | vino      | Italia  | abruzzo             | Denominazione di Origine Controllata             | malvasia superiore          |
| Abruzzo                         | vino      | Italia  | abruzzo             | Denominazione di Origine Controllata             | montonico                   |
| Abruzzo                         | vino      | Italia  | abruzzo             | Denominazione di Origine Controllata             | montonico superiore         |
| Abruzzo                         | vino      | Italia  | abruzzo             | Denominazione di Origine Controllata             | passerina                   |
| Abruzzo                         | vino      | Italia  | abruzzo             | Denominazione di Origine Controllata             | passerina superiore         |
| Abruzzo                         | vino      | Italia  | abruzzo             | Denominazione di Origine Controllata             | pecorino                    |
| Abruzzo                         | vino      | Italia  | abruzzo             | Denominazione di Origine Controllata             | pecorino superiore          |
| Abruzzo                         | vino      | Italia  | abruzzo             | Denominazione di Origine Controllata             | (vitigno)                   |
| Aglianico del Taburno           | vino      | Italia  | …                   | Denominazione di Origine Controllata e Garantita | rosso                       |
| Aglianico del Taburno           | vino      | Italia  | …                   | Denominazione di Origine Controllata e Garantita | rosso riserva o riserva     |
| Aglianico del Taburno           | vino      | Italia  | …                   | Denominazione di Origine Controllata e Garantita | rosato                      |
| Aglianico del Vulture Superiore | vino      | Italia  | …                   | Denominazione di Origine Controllata e Garantita |                             |
| Aglianico del Vulture Superiore | vino      | Italia  | …                   | Denominazione di Origine Controllata e Garantita | riserva                     |
| Aglianico del Vulture           | vino      | Italia  | …                   | Denominazione di Origine Controllata             |                             |
| Aglianico del Vulture           | vino      | Italia  | …                   | Denominazione di Origine Controllata             | spumante                    |
| Alba                            | vino      | Italia  | piemonte            | Denominazione di Origine Controllata             |                             |
| Alba                            | vino      | Italia  | piemonte            | Denominazione di Origine Controllata             | riserva                     |
| Albugnano                       | vino      | Italia  | …                   | Denominazione di Origine Controllata             |                             |
| Albugnano                       | vino      | Italia  | …                   | Denominazione di Origine Controllata             | rosato                      |
| Albugnano                       | vino      | Italia  | …                   | Denominazione di Origine Controllata             | superiore                   |
| Alcamo                          | vino      | Italia  | …                   | Denominazione di Origine Controllata             | bianco                      |
| Alcamo                          | vino      | Italia  | …                   | Denominazione di Origine Controllata             | bianco spumante             |
| Alcamo                          | vino      | Italia  | …                   | Denominazione di Origine Controllata             | bianco classico             |
| Alcamo                          | vino      | Italia  | …                   | Denominazione di Origine Controllata             | vendemmia tardiva           |
| Alcamo                          | vino      | Italia  | …                   | Denominazione di Origine Controllata             | catarratto                  |
| Alcamo                          | vino      | Italia  | …                   | Denominazione di Origine Controllata             | ansonica                    |
| Alcamo                          | vino      | Italia  | …                   | Denominazione di Origine Controllata             | inzolia                     |
| Alcamo                          | vino      | Italia  | …                   | Denominazione di Origine Controllata             | grillo                      |
| Alcamo                          | vino      | Italia  | …                   | Denominazione di Origine Controllata             | grecanico                   |
| Alcamo                          | vino      | Italia  | …                   | Denominazione di Origine Controllata             | chardonnay                  |
| Alcamo                          | vino      | Italia  | …                   | Denominazione di Origine Controllata             | muller thurgau              |
| Alcamo                          | vino      | Italia  | …                   | Denominazione di Origine Controllata             | sauvignon                   |
| Alcamo                          | vino      | Italia  | …                   | Denominazione di Origine Controllata             | rosato                      |
| Alcamo                          | vino      | Italia  | …                   | Denominazione di Origine Controllata             | spumante rosato             |
| Alcamo                          | vino      | Italia  | …                   | Denominazione di Origine Controllata             | rosso                       |
| Alcamo                          | vino      | Italia  | …                   | Denominazione di Origine Controllata             | rosso riserva               |
| Alcamo                          | vino      | Italia  | …                   | Denominazione di Origine Controllata             | rosso novello               |
| Alcamo                          | vino      | Italia  | …                   | Denominazione di Origine Controllata             | calabrese                   |
| Alcamo                          | vino      | Italia  | …                   | Denominazione di Origine Controllata             | nero d'avola                |
| Alcamo                          | vino      | Italia  | …                   | Denominazione di Origine Controllata             | cabernet sauvignon          |
| Alcamo                          | vino      | Italia  | …                   | Denominazione di Origine Controllata             | merlot                      |
| Alcamo                          | vino      | Italia  | …                   | Denominazione di Origine Controllata             | syrah                       |
| Aleatico di Gradoli             | vino      | Italia  | …                   | Denominazione di Origine Controllata             | liquoroso                   |
| Aleatico di Gradoli             | vino      | Italia  | …                   | Denominazione di Origine Controllata             | liquoroso riserva           |
| Aleatico di Gradoli             | vino      | Italia  | …                   | Denominazione di Origine Controllata             | passito                     |
| Aleatico di Puglia              | vino      | Italia  | …                   | Denominazione di Origine Controllata             | dolce naturale              |
| Aleatico di Puglia              | vino      | Italia  | …                   | Denominazione di Origine Controllata             | liquoroso dolce naturale    |
| Aleatico di Puglia              | vino      | Italia  | …                   | Denominazione di Origine Controllata             | riserva                     |
| Alezio                          | vino      | Italia  | …                   | Denominazione di Origine Controllata             | rosso                       |
| Alezio                          | vino      | Italia  | …                   | Denominazione di Origine Controllata             | rosato                      |
| Alezio                          | vino      | Italia  | …                   | Denominazione di Origine Controllata             | riserva                     |
| Alta Langa                      | vino      | Italia  | piemonte            | Denominazione di Origine Controllata e Garantita |                             |
| Alta Langa                      | vino      | Italia  | piemonte            | Denominazione di Origine Controllata e Garantita | riserva                     |
| Alta Langa                      | vino      | Italia  | piemonte            | Denominazione di Origine Controllata e Garantita | rosato                      |
| Alta Langa                      | vino      | Italia  | piemonte            | Denominazione di Origine Controllata e Garantita | rosato riserva              |
| Alghero                         | vino      | Italia  | sardegna            | Denominazione di Origine Controllata             | bianco                      |
| Alghero                         | vino      | Italia  | sardegna            | Denominazione di Origine Controllata             | rosato                      |
| Alghero                         | vino      | Italia  | sardegna            | Denominazione di Origine Controllata             | rosso                       |
| Alghero                         | vino      | Italia  | sardegna            | Denominazione di Origine Controllata             | frizzante bianco            |
| Alghero                         | vino      | Italia  | sardegna            | Denominazione di Origine Controllata             | frizzante rosato            |
| Alghero                         | vino      | Italia  | sardegna            | Denominazione di Origine Controllata             | frizzante rosso             |
| Alghero                         | vino      | Italia  | sardegna            | Denominazione di Origine Controllata             | torbato                     |
| Alghero                         | vino      | Italia  | sardegna            | Denominazione di Origine Controllata             | torbato frizzante           |
| Alghero                         | vino      | Italia  | sardegna            | Denominazione di Origine Controllata             | torbato spumante            |
| Alghero                         | vino      | Italia  | sardegna            | Denominazione di Origine Controllata             | chardonnay                  |
| Alghero                         | vino      | Italia  | sardegna            | Denominazione di Origine Controllata             | chardonnay frizzante        |
| Alghero                         | vino      | Italia  | sardegna            | Denominazione di Origine Controllata             | chardonnay spumante         |
| Alghero                         | vino      | Italia  | sardegna            | Denominazione di Origine Controllata             | cannonau                    |
| Alghero                         | vino      | Italia  | sardegna            | Denominazione di Origine Controllata             | cagnulari                   |
| Alghero                         | vino      | Italia  | sardegna            | Denominazione di Origine Controllata             | cabernet sauvignon          |
| Alghero                         | vino      | Italia  | sardegna            | Denominazione di Origine Controllata             | cabernet franc              |
| Alghero                         | vino      | Italia  | sardegna            | Denominazione di Origine Controllata             | merlot                      |
| Amarone della Valpolicella      | vino      | Italia  | veneto              | Denominazione di Origine Controllata e Garantita |                             |
| Amarone della Valpolicella      | vino      | Italia  | veneto              | Denominazione di Origine Controllata e Garantita | classico                    |
| Amarone della Valpolicella      | vino      | Italia  | veneto              | Denominazione di Origine Controllata e Garantita | valpantena                  |
| Amarone della Valpolicella      | vino      | Italia  | veneto              | Denominazione di Origine Controllata e Garantita | riserva                     |
| Amarone della Valpolicella      | vino      | Italia  | veneto              | Denominazione di Origine Controllata e Garantita | classico riserva            |
| Amarone della Valpolicella      | vino      | Italia  | veneto              | Denominazione di Origine Controllata e Garantita | valpantena riserva          |
| Amelia                          | vino      | Italia  | …                   | Denominazione di Origine Controllata             | bianco                      |
| Amelia                          | vino      | Italia  | …                   | Denominazione di Origine Controllata             | rosso                       |
| Amelia                          | vino      | Italia  | …                   | Denominazione di Origine Controllata             | rosso riserva               |
| Amelia                          | vino      | Italia  | …                   | Denominazione di Origine Controllata             | grechetto                   |
| Amelia                          | vino      | Italia  | …                   | Denominazione di Origine Controllata             | ciliegiolo                  |
| Amelia                          | vino      | Italia  | …                   | Denominazione di Origine Controllata             | ciliegiolo riserva          |
| Amelia                          | vino      | Italia  | …                   | Denominazione di Origine Controllata             | rosato                      |
| Amelia                          | vino      | Italia  | …                   | Denominazione di Origine Controllata             | novello                     |
| Amelia                          | vino      | Italia  | …                   | Denominazione di Origine Controllata             | malvasia                    |
| Amelia                          | vino      | Italia  | …                   | Denominazione di Origine Controllata             | merlot                      |
| Amelia                          | vino      | Italia  | …                   | Denominazione di Origine Controllata             | merlot riserva              |
| Amelia                          | vino      | Italia  | …                   | Denominazione di Origine Controllata             | sangiovese                  |
| Amelia                          | vino      | Italia  | …                   | Denominazione di Origine Controllata             | sangiovese riserva          |
| Amelia                          | vino      | Italia  | …                   | Denominazione di Origine Controllata             | vin santo                   |
| Amelia                          | vino      | Italia  | …                   | Denominazione di Origine Controllata             | vin santo occhio di pernice |
| Alto Adige                      | vino      | Italia  | trentino alto adige | Denominazione di Origine Controllata             | bianco                      |
| Alto Adige                      | vino      | Italia  | trentino alto adige | Denominazione di Origine Controllata             | rosato                      |
| Alto Adige                      | vino      | Italia  | trentino alto adige | Denominazione di Origine Controllata             | rosso                       |
| Alto Adige                      | vino      | Italia  | trentino alto adige | Denominazione di Origine Controllata             | spumante                    |
| Alto Adige                      | vino      | Italia  | trentino alto adige | Denominazione di Origine Controllata             | spumante rosé               |
| Alto Adige                      | vino      | Italia  | trentino alto adige | Denominazione di Origine Controllata             | cabernet                    |
| Alto Adige                      | vino      | Italia  | trentino alto adige | Denominazione di Origine Controllata             | cabernet franc              |
| Alto Adige                      | vino      | Italia  | trentino alto adige | Denominazione di Origine Controllata             | cabernet sauvignon          |
| Alto Adige                      | vino      | Italia  | trentino alto adige | Denominazione di Origine Controllata             | chardonnay                  |
| Alto Adige                      | vino      | Italia  | trentino alto adige | Denominazione di Origine Controllata             | gewürztraminer              |
| Alto Adige                      | vino      | Italia  | trentino alto adige | Denominazione di Origine Controllata             | lagrein                     |
| Alto Adige                      | vino      | Italia  | trentino alto adige | Denominazione di Origine Controllata             | lagrein rosato              |
| Alto Adige                      | vino      | Italia  | trentino alto adige | Denominazione di Origine Controllata             | malvasia                    |
| Alto Adige                      | vino      | Italia  | trentino alto adige | Denominazione di Origine Controllata             | merlot                      |
| Alto Adige                      | vino      | Italia  | trentino alto adige | Denominazione di Origine Controllata             | müller thurgau              |
| Alto Adige                      | vino      | Italia  | trentino alto adige | Denominazione di Origine Controllata             | moscato giallo              |
| Alto Adige                      | vino      | Italia  | trentino alto adige | Denominazione di Origine Controllata             | moscato rosa                |
| Alto Adige                      | vino      | Italia  | trentino alto adige | Denominazione di Origine Controllata             | pinot bianco                |
| Alto Adige                      | vino      | Italia  | trentino alto adige | Denominazione di Origine Controllata             | pinot grigio                |
| Alto Adige                      | vino      | Italia  | trentino alto adige | Denominazione di Origine Controllata             | pinot nero                  |
| Alto Adige                      | vino      | Italia  | trentino alto adige | Denominazione di Origine Controllata             | riesling                    |
| Alto Adige                      | vino      | Italia  | trentino alto adige | Denominazione di Origine Controllata             | riesling italico            |
| Alto Adige                      | vino      | Italia  | trentino alto adige | Denominazione di Origine Controllata             | sauvignon                   |
| Alto Adige                      | vino      | Italia  | trentino alto adige | Denominazione di Origine Controllata             | sylvaner                    |
| Alto Adige                      | vino      | Italia  | trentino alto adige | Denominazione di Origine Controllata             | tempranillo                 |
| Alto Adige                      | vino      | Italia  | trentino alto adige | Denominazione di Origine Controllata             | traminer                    |
| Alto Adige                      | vino      | Italia  | trentino alto adige | Denominazione di Origine Controllata             | veltliner                   |
| Alto Adige                      | vino      | Italia  | trentino alto adige | Denominazione di Origine Controllata             | schiava                     |
| Alto Adige                      | vino      | Italia  | trentino alto adige | Denominazione di Origine Controllata             | grigolino                   |
| Aprilia                         | vino      | Italia  | …                   | Denominazione di Origine Controllata             | bianco di Aprilia           |
| Aprilia                         | vino      | Italia  | …                   | Denominazione di Origine Controllata             | rosso di Aprilia            |
| Aprilia                         | vino      | Italia  | …                   | Denominazione di Origine Controllata             | rosato di Aprilia           |
| Aprilia                         | vino      | Italia  | …                   | Denominazione di Origine Controllata             | merlot di Aprilia           |
| Arborea                         | vino      | Italia  | …                   | Denominazione di Origine Controllata             | sangiovese                  |
| Arborea                         | vino      | Italia  | …                   | Denominazione di Origine Controllata             | sangiovese rosato           |
| Arborea                         | vino      | Italia  | …                   | Denominazione di Origine Controllata             | trebbiano                   |
| Arborea                         | vino      | Italia  | …                   | Denominazione di Origine Controllata             | trebbiano frizzante         |